# How to Build a Library
How to Build a Library ist ein kenianisch-US-amerikanischer Dokumentarfilm der Regisseurin Maja Lekow und des Co-Regisseurs Chris King aus dem Jahr 2025. Seine Weltpremiere feierte der Film im Januar 2025 auf dem Sundance Film Festival, im Mai 2025 folgte beim DOK.fest München 2025 seine deutsche Premiere in der Wettbewerbsreihe Crossing Boundaries.

## Handlung
Der Film begleitet die Autorin Shiro Koinange und die Publizistin Angela Wachuka bei der Umgestaltung der McMillan Memorial Library in Nairobi.
Die älteste Bibliothek Nairobis und zweitälteste Kenias war 1931 von einer britisch-amerikanischen Siedlerfamilie zur Ehre des US-amerikanisch-kenianischen Siedlerpartriarchen Sir William Northrup McMillan (1872–1925) für weiße Leser errichtet worden. Erst mit Kenias Unabhängigkeit 1958 wurde es für die Allgemeinheit geöffnet. Die Bezirksverwaltung hatte das Gebäude verfallen lassen. Die beiden Frauen beschlossen 2017, es auf Kosten ihrer privaten Organisation Book Bunk auf fünf Jahre von der Bezirksverwaltung zu übernehmen, zu renovieren und zu einem Leseort für alle Kenianer zu machen. Wie die ersten Filmaufnahmen zeigen, fanden sich damals in den Regalen keine Bücher afrikanischer Autoren. Doch in den Kellermagazinen lagerten wertvolle historische Filmaufnahmen, etwa von den Unruhen vor der Unabhängigkeit in den frühen 1960er Jahren, von Kenias erstem Präsidenten Jomo Kenyatta und der Ermordung des einflussreichen Gewerkschafters Tom Mboya 1969. Ein Teil der über 400.000 Bücher, Dokumente und Objekte war nicht mehr zu restaurieren. Anderes konnte gerettet werden, zum Beispiel eine der ältesten Zeitungssammlungen in Kenia. Einerseits war der Ort mit den negativen Auswüchsen der kolonialen Vergangenheit verbunden, andererseits aber sahen die beiden Frauen darin enormes Potential. Um ihr Ziel zu erreichen, mussten sie nicht nur beträchtliche Mittel aufbringen, sondern auch Korruption und Widerstände kenianischer Behörden überwinden. Bei der Vorbereitung einer Gala-Fundraising-Veranstaltung gab es im Vorfeld Verwicklungen, weil zwar der Senator, nicht aber der Gouverneur eingeladen worden war. Auch die Abhängigkeit des Projekts von den politischen Verhältnissen wird thematisiert. So machen die Behörden die Verlängerung des Vertrages davon abhängig, dass sie den Zugriff auf das geplante Café und die Toiletten und damit auch auf die Einnahmen daraus haben. Dabei wird die Bibliothek mit Mitteln aus dem Ausland, unter anderem vom British Council, finanziert. Nach der Abwahl der unterstützenden Kulturbeauftragten ist nur noch eine Vertragsverlängerung um fünf Jahre statt der vorher anvisierten zehn möglich.
Der Film macht auch vor der schwierigen Beziehung zwischen den beiden Pionierinnen auf der einen Seite und den Bibliotheksangestellten mit ihrem Sprecher Jacob auf der anderen nicht halt. Diese halten sich für die wahren Experten, die die Bibliothek jahrelang alleine geführt hatten, und fühlen sich immer wieder von Shiro Koinange und Angela Wachuka, die von außen kamen, übergangen. Beispiel dafür ist das Gespräch über die Beibehaltung der Dewey-Dezimalklassifikation, die manche als Teil eines imperialistischen Erbes sehen. So gebe es darin für die etwa 2000 afrikanischen Sprachen nur eine Subkategorie.
Eine besonders herausfordernde Stelle im Film ist der Besuch von König Charles und Königin Camilla in der Bibliothek. Shiro Koinange und Angela Wachuka sahen dem britischen Königspaar mit gemischten Gefühlen entgegen und waren sich über dessen Motivation nicht klar. Für die Filmemacher bestand die Aufgabe darin, den Gästen nicht zu viel Platz einzuräumen.

## Produktion

### Geschichte
Angela Wachuka bat Maja Lekow und Christopher King darum, den Umbauprozess der McMillan Memorial Library in der Innenstadt von Nairobi durch sie und Shiro Koinange zu filmen. Das Material war für ihre Website gedacht. Doch Lekow und King sahen in dem Thema das Potential für einen Dokumentarfilm, der die Initiative der beiden Frauen unterstützen sollte. Das Projekt nahm acht Jahre in Anspruch.

### Filmstab
Regie führte Maja Lekow, Co-Regisseur war Christopher King. Das Drehbuch stammt von Ricardo Acosta und dem Regieduo. Die Kameraführung lag in den Händen von Chris King, der auch für den Filmschnitt verantwortlich war.

### Produktion und Förderungen
Produziert wurde der Film von Maja Lekow und Chris King. Produktionsfirmen waren Circle and Square Productions, One Story Up Productions, Artemis Rising Foundation und Fork Films. Unterstützung kam von Docubox, der ersten unabhängigen Filmförderungseinrichtung in Ostafrika.

### Dreharbeiten und Veröffentlichung
Seine Premiere hatte How to Build a Library am 26. Januar 2025 auf dem Sundance Film Festival in den Vereinigten Staaten. Der Film feierte im Mai 2025 beim DOK.fest München 2025 seine deutsche Premiere in der Wettbewerbsreihe Reframing History. Der weltweite Vertrieb liegt in den Händen von Autlook Filmsales.

## Rezeption
Der britische Branchendienst Screendaily sprach von einem „faszinierenden Blick auf die Macht individuellen Handelns“ und einer „zum Nachdenken anregenden Studie über Kolonialismus, Freiheit und Repräsentation“.
The Utah Review nannte How to Build a Library einen „reichhaltigen, fesselnden, aufbauenden Film“, eine „faszinierende Fallstudie darüber, was es bedeute, einen bedeutenden Überrest des britischen Kolonialismus zu beseitigen“.
Murtada Elfadl merkte in Variety kritisch an, der Film konzentriere sich sehr auf die beiden Protagonistinnen, während die Bevölkerung, für die sie sich einsetzten, so gut wie nicht vorkomme. Außerdem reihe der Film nur einzelne Szenen aneinander, ein durchgängiges Bild biete er nicht.

## Auszeichnungen und Nominierungen
- Januar 2025: Sundance Film Festival, Vereinigte Staaten: Nominierung für den Grand Jury Prize
- Februar 2025: True/False Film Festival, Vereinigte Staaten
- März 2025: Thessaloniki Documentary Festival, Griechenland (griechischer Titel: Πώς να χτίσεις μια βιβλιοθήκη): Gewinner des Newcomers Competition Golden Alexander[7]
- März 2025: CPH DOX, Dänemark
- April 2025: San Francisco International Film Festival: Nominierung für den Golden Gate Award
- Mai 2025: DocsBarcelona International Documentary Film Festival, Spanien
- Mai 2025: Seattle International Film Festival, Vereinigte Staaten
- Mai 2025: DOK.fest München 2025: Nominierung für die VIKTORIA DOK.horizonte Competition – Cinema of Urgency